# Agostino Fiorilli
Agostino Fiorilli (... – 1783) è stato un attore teatrale italiano.

## Biografia
Agostino Fiorilli appartenne ad una famiglia di attori italiani attivi nel XVIII secolo.
Agostino fu uno dei suoi illustri rappresentanti, e dopo aver esordito come amoroso, si mise in evidenza nella maschera di Tartaglia e soprattutto in quella del Dottore, che interpretò nella compagnia di Sacco dal 1753 al 1779, dopo essere stato scritturato a Genova prima di partire per il Portogallo.
La maschera del Tartaglia è goffa e corpulenta, senza baffi né barba e con la testa rasa, deriva il suo nome dalla balbuzie di cui è afflitta. Ad essa ed alla forte miopia si limita tutta la comicità del personaggio, non ricca di contenuti umani.
Importante fu anche sua nipote Anna F. Pellandi (Venezia 1772-Verona 1840) che fu la prima attrice in numerose compagnie teatrali e riscosse ammirazione unanime in tutti i generi e soprattutto per le sue interpretazioni alferiane.